# 생어 염기서열 분석
생어 염기서열 분석(Sanger sequencing)은 Applied Biosystems에 의해 처음 상용화된 DNA 시퀀싱의 한 방법으로 시험관 DNA 복제 중에 DNA사슬을 마치는 디디옥시뉴클레오티드가 DNA 중합효소에 의해 제한적으로 삽입되는 것에 기반한다. 프래드릭 생어와 동료가 1977년에 개발하여, 약 25년동안 가장 널리 쓰인 시퀀싱 방법이다. 최근에는, 많은 양의 생어 염기서열 분석은 특히 대규모, 자동 게놈 분석을 위해 "NGS" 방법으로 대체되고 있다. 그러나, 생어의 방법은 더 작은 규모의 프로젝트와 NGS 결과의 검증, 긴 연속 DNA 염기서열 분석 (> 500 뉴클레오티드)을 위하여 아직 널리 쓰이고 있다.

DNA 시퀀싱의 생어(사슬 종료)의 방법

## 방법
고전적인 사슬 종료 방법은 하나의 단일 나선 DNA 주형, 하나의 DNA 시발체(primer), DNA 중합효소, 보통의 디옥시뉴클레오시드3인산염 (dNTP), 수정된 디-디옥시뉴클레오시드3인산염(ddNTP), DNA 나선연장을 종료하는 ddNTP가 필요하다. 이런 사슬 종료 뉴클레오티드는 인산이에스테르 결합 형성에 필요한 3'-OH가 없어 수정된 ddNTP가 삽입되었을 때 DNA 중합효소가 DNA 연장하는 것을 중단하도록 한다. ddNTP는 방사성이나 형광으로 표지되어 자동 시퀀싱 기계에서 감지된다.
DNA 샘플은 네 가지 분리된 시퀀싱 반응을 위한 샘플로 나뉘어 네 가지 표준 디옥시뉴클레오티드 (dATP, dGTP, dCTP, dTTP) 와 DNA 중합효소를 포함한다. 각 반응에 오직 넷 중 하나의 디디옥시뉴클레오티드 (ddATP,ddGTP,ddCTP,또는 ddTTP)가 추가되고, 나머지 추가할 뉴클레오티드는 보통의 것들이다. 이 디디옥시뉴클레오티드는 상응하는 디뉴클레오티드보다 약 100배 적은 농도로 추가되어(e.g. 0/005mM ddATP : 0.5mM dATP) 전체 염기서열이 계속 복제되는 동안 충분한 조각이 만들어지도록 한다. 이것을 더 실용적으로 정돈하여, 네 가지 분리된 샘플에서 모든 네 가지 ddNTP를 시험하기 위해 이 과정이 필요하다. 시발체에서의 주형 DNA 연장이 여러 차례 이루어지면, 생기는 DNA 조각은 열변성되고 겔 전기 영동을 사용해서 크기별로 분리된다. 1977년의 원본 발표에서는 ssDNA의 염기쌍 고리 형성이 같은 위치를 의 란하게 하였다. 이것은 변성된 polyacrylamide-urea gel에서 각 4개의 샘플이 하나의 개별 레인에서 처리될 때 자주 일어났다. DNA 띠들은 방사능 촬영이나 UV로 보여지게 되고 DNA 염기서열은 X-ray 필름이나 겔 이미지에서 바로 읽어질 수 있다.

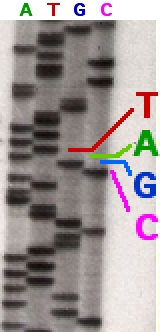
방사성 표지된 시퀀싱 겔의 일부. 어두운 띠가 보인다.

오른쪽 사진에서 X-ray 필름이 겔에 노출되고 어두운 띠는 다양한 길이의 DNA 조각에 상응한다. 한 레인의 어두운 띠는 디디옥시뉴클레오티드(ddATP,ddGTP,ddCTP,또는 ddTTP)의 삽입에 따른 사슬 종료의 결과인 DNA 조각을 나타낸다. 네 레인의 다양한 띠의 상대적인 위치는 아래에서 위로 DNA 염기서열을 읽는 데에 사용된다.

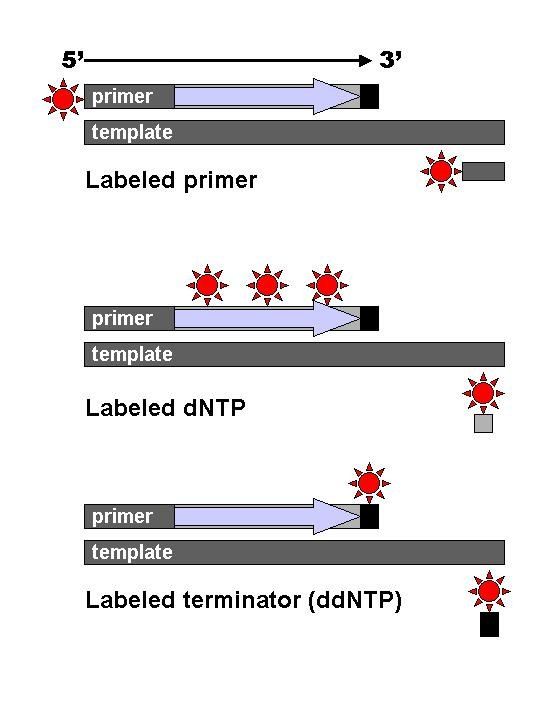
표지된 dNTP 또는 표지된 ddNTP의 새 DNA 나선에서 DNA 조각은 시발체(1)에 방사성이나 형광으로 표지된다.